# لويزة مغزرية الورق
لويزة مغزرية الورق (الاسم العلمي: Aloysia polygalifolia) هو نوع نباتي يتبع جنس اللويزة من فصيلة اللويزية.